# 神金自転車商会
神金自転車商会（じんがねじてんしゃしょうかい）は、東京都調布市菊野台に所在する自転車フレームビルダーである。

## 概要
1906年（明治39年）に現在の場所で創業したとされる。屋号は調布市菊野台がかつて「神代村金子」と呼ばれたことに由来する。店舗は何度か建て替えられており、木造2階建ての3代目店舗は1961年（昭和36年）から2006年（平成18年）まで使用された。2007年（平成19年）にマンションを併設する鉄筋コンクリート5階建ての社屋が竣工し、同年3月末に4代目の現店舗がオープンした。
初代当主は森田福二郎、2代目は森田三郎。現在の社長は4代目の森田純一。3代目の森田和也もなお健在である。

### 特色
敷地内にクロムモリブデン鋼フレーム工房を持ち、ランドナー、ロードレーサー、スポルティーフ、ミキスト、クロスバイク、ミニベロ、パスハンターなど各種スポーツ自転車のフレームを受注生産している。銘は「Pegasus」で、国産オーダーフレームの名品の一つとして広く知られている。作家の高千穂遙も愛用者の一人である。